# 苏州图书馆

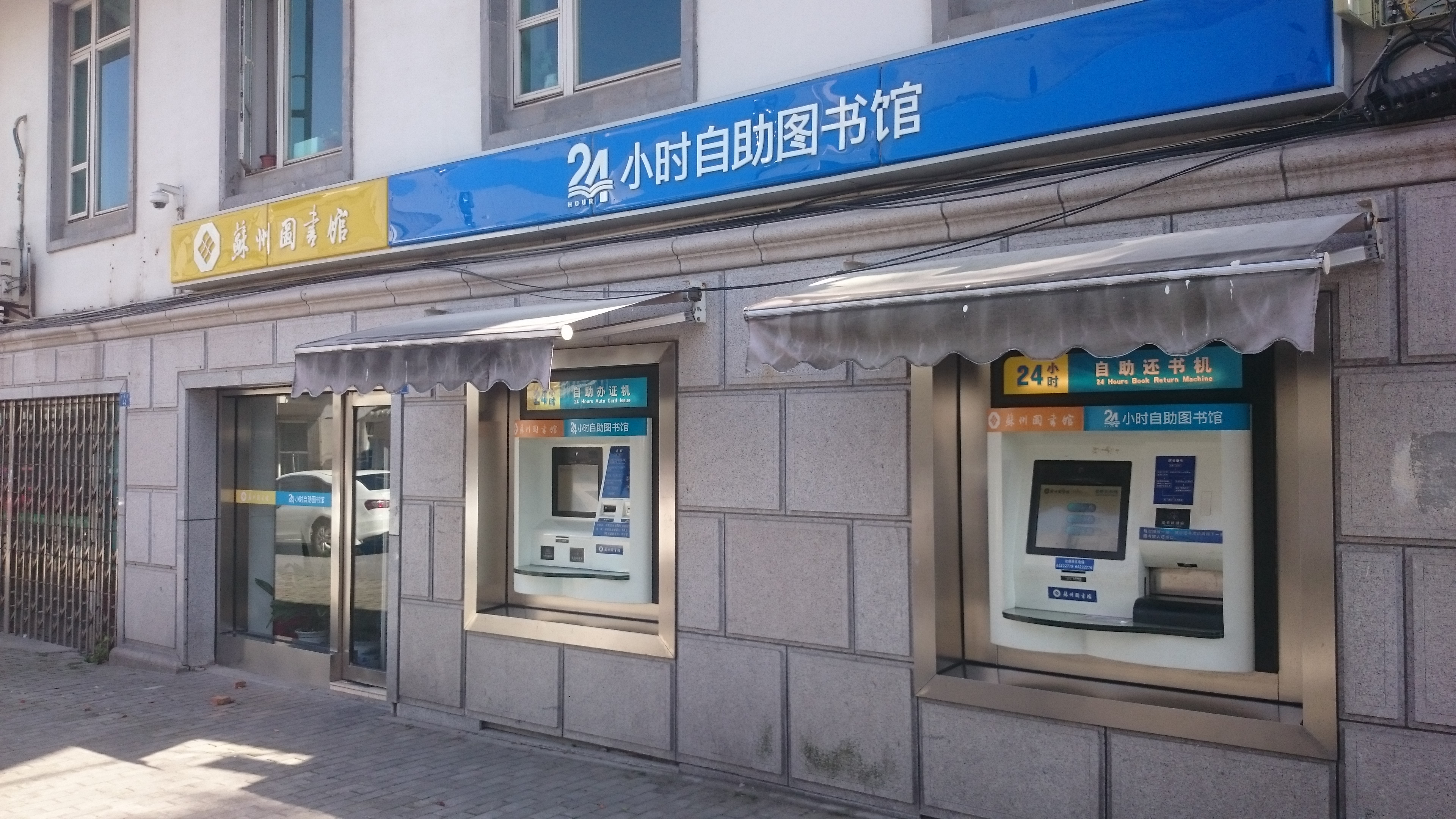
24小时图书馆

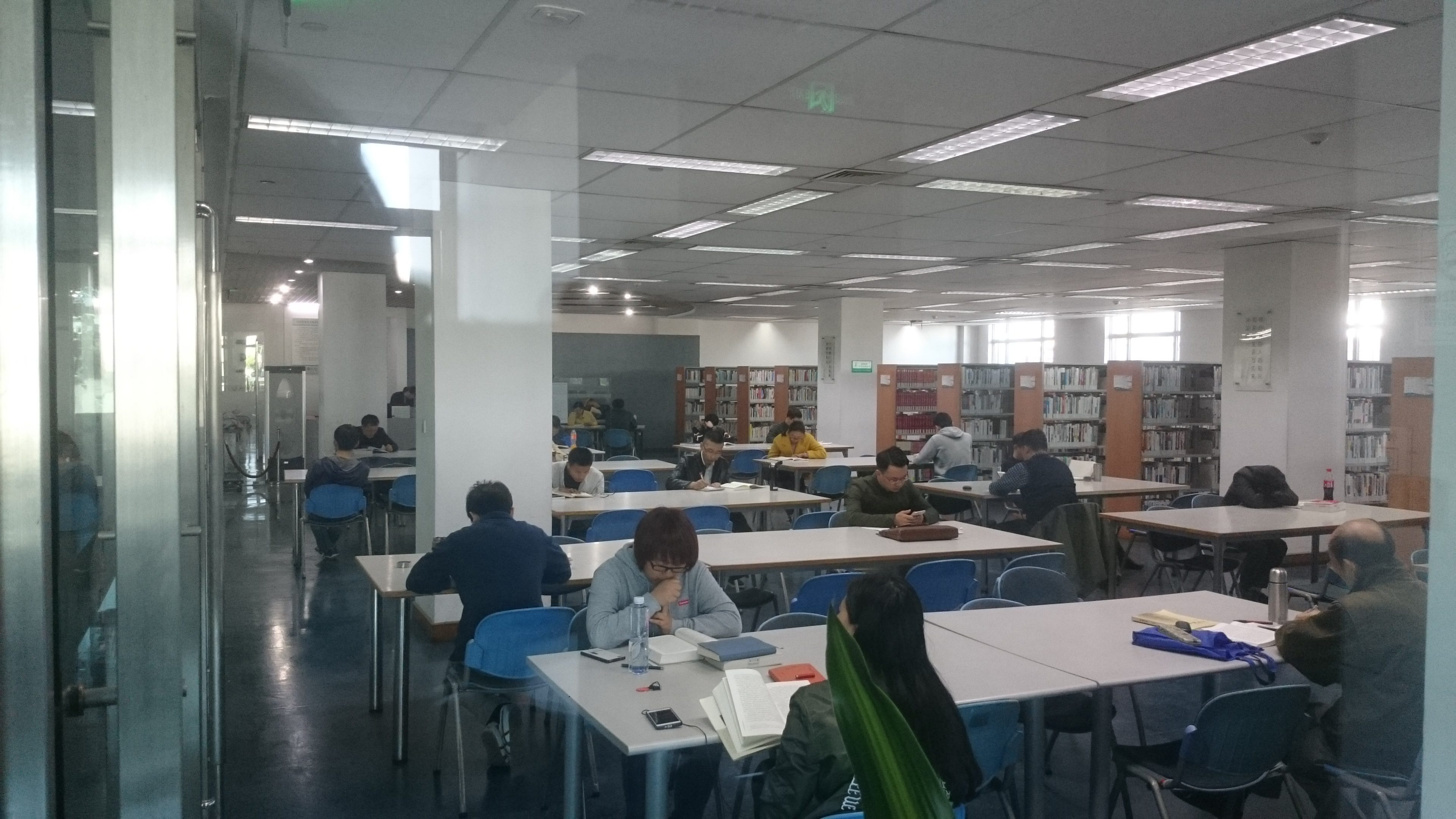
苏州图书馆主楼二楼社科阅览室

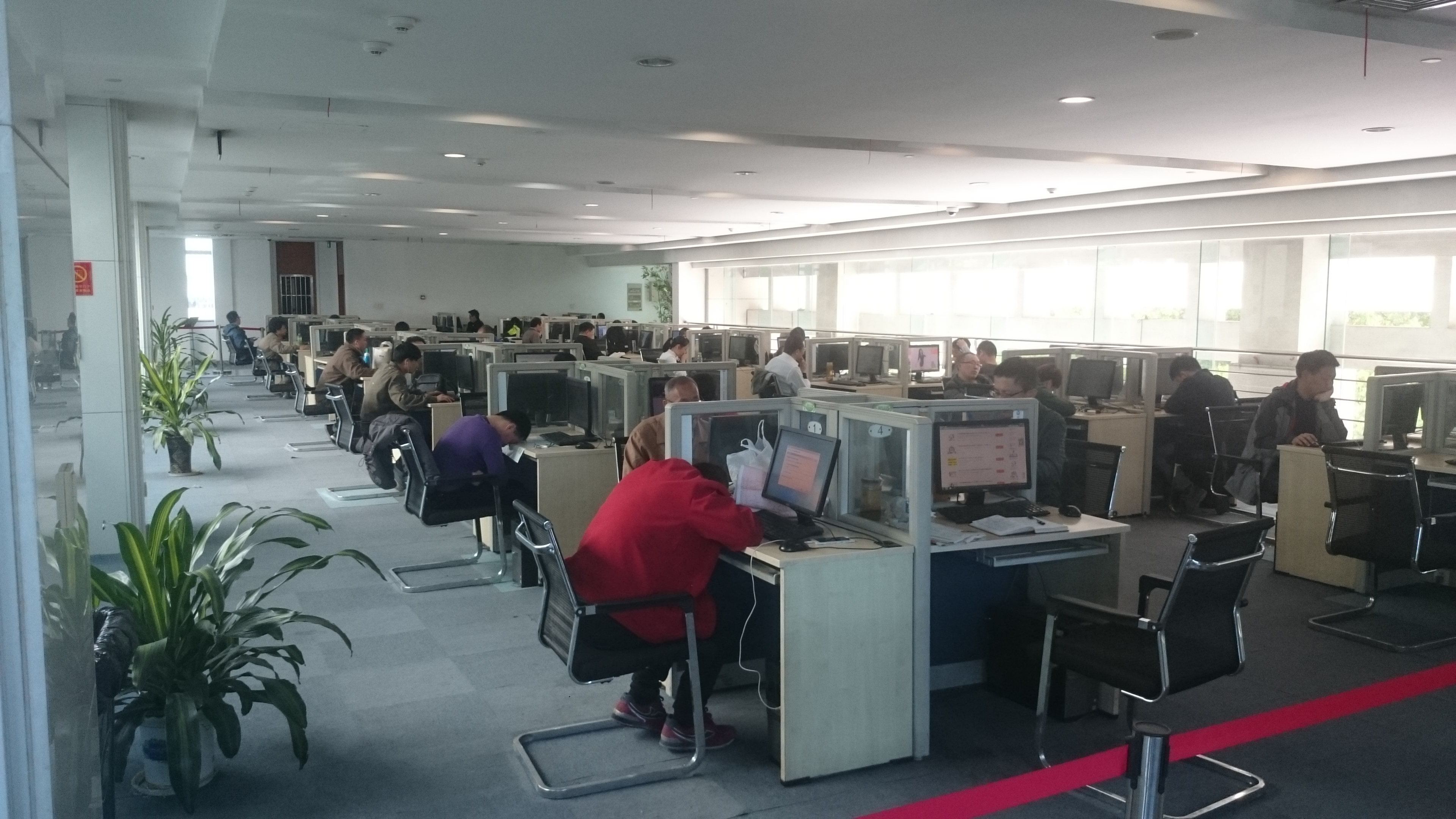
苏州图书馆主楼二楼电子阅览室

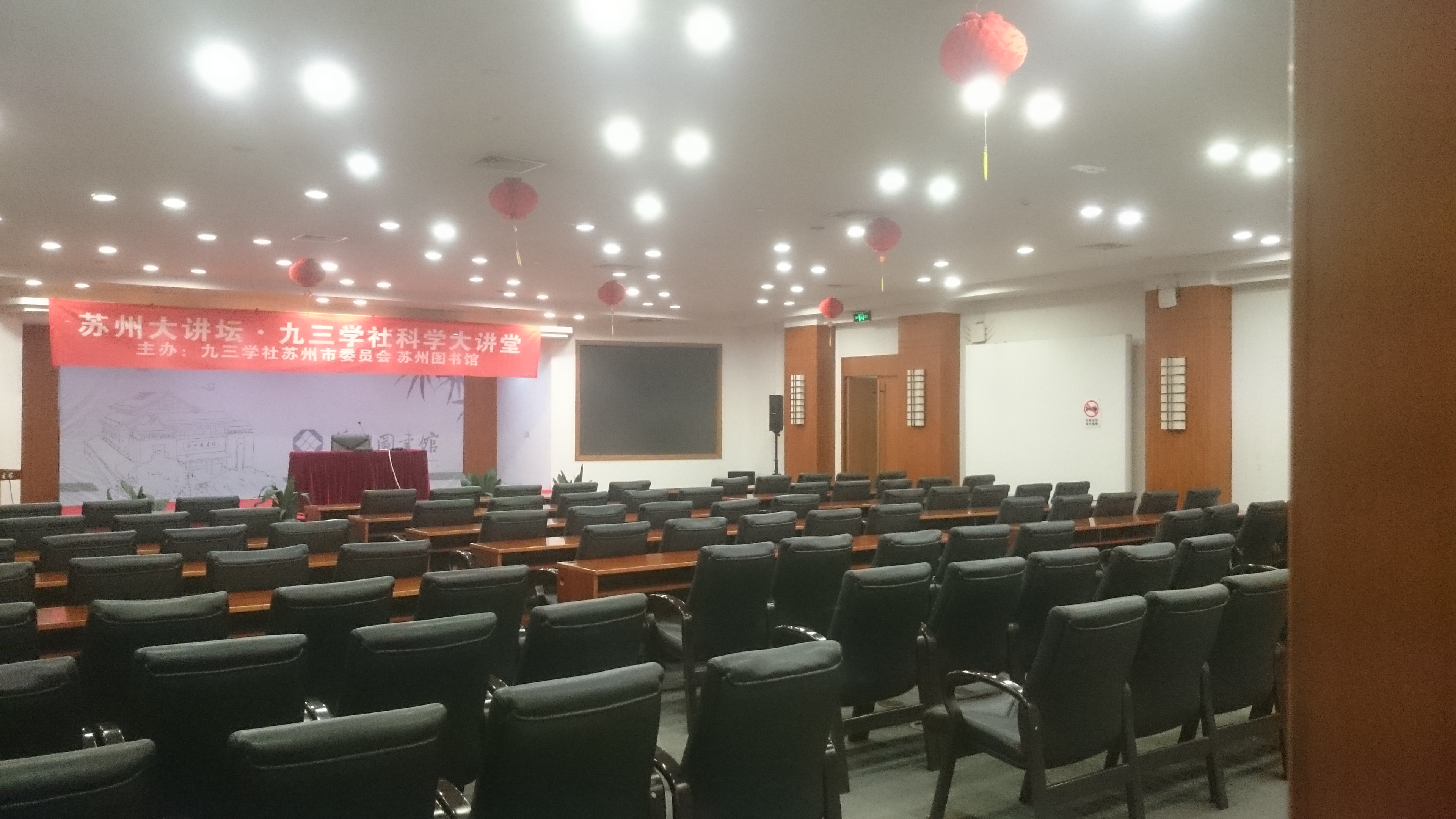
苏州图书馆多功能会议厅

苏州图书馆（英語：Suzhou Library，简称苏图）是中国江苏省苏州市的一座公共图书馆。始建于1914年，是中国创办较早的公共图书馆，现为国家一级图书馆、全国古籍重点保护单位。总馆位于姑苏区人民路918号。

## 历史
苏州的公共图书馆始建于1914年，前身是清末正谊书院学古堂，初名江苏省立第二图书馆，馆址位于沧浪亭街可园，1929年改名江苏省立苏州图书馆。另有1925年苏州士绅奚萼铭捐资于苏州公园建立苏州图书馆，1930年时改名吴县县立图书馆，两馆共计藏书17万余册。日军侵占时期，两馆或被侵占或毁于战火，藏书大量毁损。抗战胜利后两馆皆恢复，时有藏书10万余册。1949年后，省馆改名江苏省苏州图书馆，县馆改名苏州市立图书馆，其他各类较小规模的图书馆陆续并入市馆，后1953年苏州市立图书馆并入江苏省苏州图书馆，合并后馆藏达19.75万册。1957年改名苏州市图书馆。1958年迁到公园路1号，开始大量采购图书增加馆藏。文化大革命时期，从民间查抄的书籍亦存放于苏州图书馆保管。
1949年起，开始设立图书流通站，为各地干部、工人、农民等就近读书提供方便，1959年流通站最多时曾发展到100个，1978年起逐步撤销。1955年统计年到馆17万人次，借书17万册次。1985年年到馆42万人次，年借书95万册次。自1949年至1985年，举办报告会、讲座等170余次，图书展览10余次。1986年，苏州图书馆藏书100万册，其中古籍25万册，以及各类中外期刊，科技文献等。1993年在相王弄建成古籍馆。2005年时共有馆藏123万册，电子图书45万种，另设有7个社区分馆，年到馆150万人次。
2001年6月18日，位于人民路的苏州图书馆新馆建成开放，占地1.6万平方米，建筑面积2.5万平方米。新馆分为主楼借阅区、天香小筑、少儿馆、展厅、报告厅等，共有阅览座位1200多个。除阅读服务外，还定期举办各类展览、讲座、读书活动等。2005年起，苏州图书馆开始在全市各社区乡镇陆续开办分馆，以政府出资出地、苏图出人出力的方式，形成了统一书目、统一记录、通借通还，因此也被称为“苏图模式”。至2013年大市范围已有8个总馆、173个分馆，做到了乡镇区全覆盖。2006年起还通过流动图书车的方式定期定点为乡镇地区的儿童提供借阅服务。2015年开发了文化方舱，通过聚合不同功能、占地较小可重复拆装的空间，流动地给各地读者带来不同的体验。
2001年新馆开放后，苏州图书馆开始主办“苏州大讲坛”，以政经、文化、社会、生活为主题，累计开展讲座超1000期，到场20余万人次。
苏州图书馆自2008年9月起，就实现了基本服务全免费，不再收取注册借阅服务费。馆内阅览可直接进入，无需办理或出示证件。
2014年9月20日，苏州图书馆迎来建馆一百周年。9月15日，首个24小时图书馆在苏图主楼北侧石家湾46号起用，具备阅览、自助办证、借还书等功能。同时开始网络预约借书社区投递服务。
2000年苏州图书馆被评为“全国文明图书馆”。2003年苏州图书馆进入国际图书馆协会联盟成为机构会员。苏州图书馆还是中国大陆地区第一家英国“阅读起跑线（Bookstart）”组织成员馆。
2018年6月26日，苏州图书馆为流动人口子女所开设的“小候鸟”特色活动，在美国图书馆协会年会上获得“美国图书馆协会主席国际创新奖”荣誉。

## 现状
苏州图书馆现有1个总馆、85个分馆（包括两个24小时自助图书馆），90个社区借阅投递点，2辆流动图书车，1套文化方舱。总馆在姑苏区人民路918号，占地16000平方米，建筑面积25000平方米，北区主楼为文献借阅区，中区为古籍馆——“天香小筑”，南区为知识广场，环列学术报告厅、展览厅、社会教育培训中心、少儿馆等。
2018年，苏州图书馆存有各类文献超过500万册（件），年接待到馆读者1227.7万人次，借出图书509.5万册次。2018年举办各类活动2320场。
2016年2月，位于相城区的苏州第二图书馆开建，总投资4.8亿元，建筑面积4.5万平方米，设计馆藏量将达700万册，预计2019年向社会开放。

## 读者服务
苏州图书馆主馆全年无休，每天9:00-21:00开放。提供图书、现刊、音像资料外借，报纸期刊、社会科学、文艺历史、自然科学、综合性图书、地方文献、古籍查阅，电子阅览，盲文书籍阅览，自修，情报服务。会议厅定期举办“苏州大讲坛”系列及其他专题讲座。展览厅不定期举办主题展览。
苏图各分馆的开放时间依据其场地提供单位的工作时间而定。主要提供书籍阅览、借还，电子阅览服务。分馆还定期安排亲子类、观影类活动。
苏图还提供网络预约借阅，自助取书，社区投递，“你选书我买单”等特色读者服务。
凡持有苏州市民卡的读者无需额外办理读者证、可直接在市民卡上开通借阅功能。其他读者使用身份证并缴纳50元押金即可办理读者证。